# Альмасан, Мигель
Мигель Анхель Альмасан Кирос (исп. Miguel Ángel Almazán Quiróz; родился 6 мая 1982 года в Мехико, Мексика) — мексиканский футболист, защитник клуба «Селая».

## Клубная карьера
Альмасан — воспитанник клуба «Толука». 20 апреля 2002 года в матче против «Крус Асуль» он дебютировал в мексиканской Примере. В своём первом же сезоне Мигель стал чемпионом Мексики. После этого он ещё трижды выигрывал золотые медали. В 2006 году в поединке против «Веракрус» он забил свой первый гол за «Толуку».
Летом 2010 года Альмасан был отдан в аренду в клуб Лиги Ассенсо Тихуану. 18 июля в матче против «Леонес Негрос» он дебютировал за новую команду. Мигель помог клубу выйти в Лигу MX по итогам сезона. В 2012 году Альмасан в пятый раз стал чемпионом Мексики. Причём этот успех стал историческим для его клуба, «Тихуана» завоевала своё первое чемпионство. В 2013 году Альмасан вернулся в «Толуку».

## Достижения
«Толука»
- Чемпионат Мексики по футболу — Апертура 2002
- Чемпионат Мексики по футболу — Апертура 2005
- Чемпионат Мексики по футболу — Апертура 2008
- Чемпионат Мексики по футболу — Бисентенарио 2010

 «Тихуана»
- Чемпионат Мексики по футболу — Апертура 2012